# Berlin ePrix 2017
Der Berlin ePrix 2017 (offiziell: 2017 FIA Formula E Berlin ePrix) fand am 10. und 11. Juni auf der Formel-E-Rennstrecke Berlin (Tempelhof) in Berlin statt und war das siebte sowie das achte Rennen der FIA-Formel-E-Meisterschaft 2016/17. Es handelte sich um den dritten Berlin ePrix, es wurden jedoch erstmals im Rahmen der Veranstaltung zwei Rennen ausgetragen.

## Bericht

### Hintergrund
Nach dem Paris ePrix führte Sébastien Buemi in der Fahrerwertung mit 43 Punkten vor Lucas di Grassi und mit 74 Punkten vor Nicolas Prost. In der Teamwertung hatte Renault e.dams 75 Punkte Vorsprung auf ABT Schaeffler Audi Sport und 103 Punkte Vorsprung auf Mahindra Racing.
Nachdem das Rennen 2016 auf einem Stadtkurs rund um den Strausberger Platz stattgefunden hatte, kehrte es 2017 wieder zum Flughafen Tempelhof zurück, jedoch mit einem neuen Streckenlayout. Die Aufbauarbeiten für die Strecke begannen am 29. Mai, 13 Tage vor dem ersten Rennen. Damit die Fahrer für beide Rennen unterschiedliche Strategien wählen mussten, wurden für beide Renntage unterschiedliche Renndistanzen gewählt: am 10. Juni 44 Runden und am 11. Juni 46 Runden.
Nachdem sie das Rennen in Paris wegen einer Terminüberschneidung mit der DTM hatte auslassen müssen, traten Maro Engel und Loïc Duval bei diesem Rennen wieder an.
Venturi gab vor dem Rennen bekannt, dass Tom Dillmann mit sofortiger Wirkung Stéphane Sarrazin ersetzte. Sarrazin wechselte zu Techeetah, wo er an Stelle von Esteban Gutiérrez fuhr. Gutiérrez wechselte in die IndyCar Series, wo er als Ersatzfahrer für den bei der Qualifikation zum Indy 500 verunglückten Sébastien Bourdais antrat. Da Fahrerwechsel in den zwei Wochen vor einem Rennen laut dem sportlichen Reglement verboten sind, wurde Venturi von den Rennkommissaren eine Geldstrafe von 5000 Euro auferlegt. Von einer Strafe gegen Techeetah wurde abgesehen, da das Team mit Gutiérrez einen gültigen Vertrag über die Teilnahme an dem Rennen hatte und dieser von Gutiérrez gebrochen wurde. Statt einer Strafe auszusprechen, wurde der Fall des Vertragsbruchs an das FIA-Tribunalgericht weitergeleitet.
Di Grassi verletzte sich am Dienstag vor dem Rennen bei einem Benefiz-Fußballspiel an der Stamford Bridge, bestritt die Rennen jedoch trotz der vermeintlichen Verletzung seines Sprunggelenkes. In der Woche nach dem Berlin ePrix wurde bei einer Untersuchung im Vorfeld des 24-Stunden-Rennens von Le Mans ein Wadenbeinbruch festgestellt, di Grassi musste operiert werden und auf seine Teilnahme in Le Mans verzichten.
Mit Jérôme D’Ambrosio und Buemi traten zwei ehemalige Sieger zu diesem Rennen an.
Daniel Abt, Buemi und di Grassi erhielten im ersten Rennen einen sogenannten FanBoost, sie durften die Leistung ihres zweiten Fahrzeugs einmal auf bis zu 200 kW erhöhen und so bis zu 100 Kilojoule Energie zusätzlich verwenden. Buemi und di Grassi erhielten den jeweils siebten FanBoost im siebten Saisonrennen und den jeweils vierzehnten in der FIA-Formel-E-Meisterschaft, für Abt war es der fünfte FanBoost in dieser Saison.
Diese drei Piloten erhielten im zweiten Rennen erneut einen FanBoost. Buemi und di Grassi erhielten somit den jeweils achten FanBoost im achten Saisonrennen und den jeweils fünfzehnten in der FIA-Formel-E-Meisterschaft, für Abt war es der sechste FanBoost in dieser Saison.

### Renntag eins

#### Training
Im ersten freien Training war Buemi mit einer Rundenzeit von 1:08,151 Minuten Schnellster vor Prost und Felix Rosenqvist.
Im zweiten freien Training fuhr Nick Heidfeld in 1:08,070 Minuten die Bestzeit vor Rosenqvist und Engel.

#### Qualifying

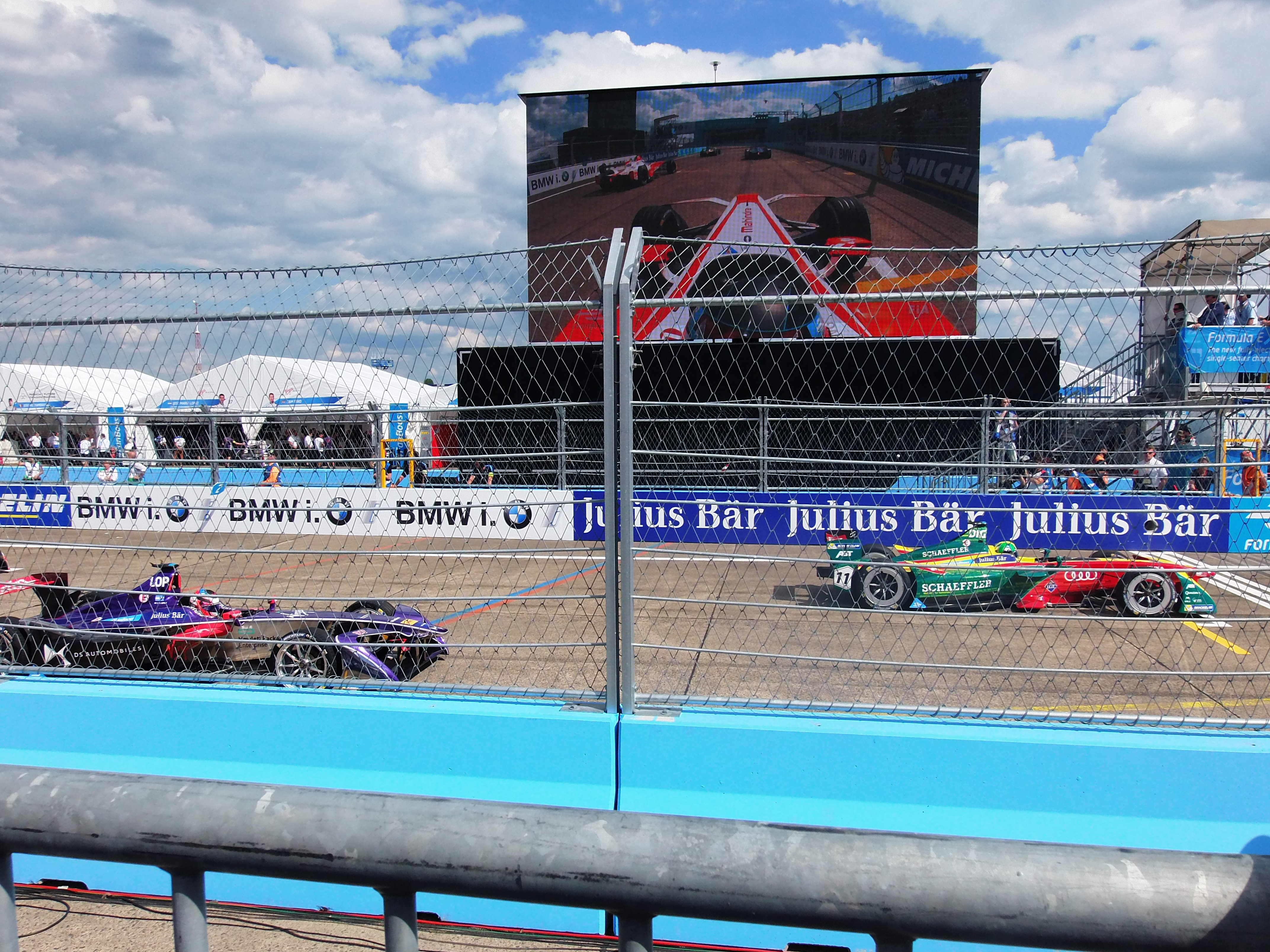
Lucas di Grassi und José María López starteten aus der ersten Startreihe

Das Qualifying begann um 12:00 Uhr und fand in vier Gruppen zu je fünf Fahrern statt, jede Gruppe hatte sechs Minuten Zeit, in der die Piloten maximal eine gezeitete Runde mit einer Leistung 170 kW und anschließend maximal eine gezeitete Runde mit einer Leistung von 200 kW fahren durften. Rosenqvist war mit einer Rundenzeit von 1:08,171 Minuten Schnellster.
Die fünf schnellsten Fahrer fuhren anschließend im Superpole genannten Einzelzeitfahren die ersten fünf Positionen aus. Di Grassi sicherte sich mit einer Rundenzeit von 1:08,312 Minuten die Pole-Position und damit drei Punkte. Die weiteren Positionen belegten José María López, der nur 0,001 Sekunden langsamer war als di Grassi, Rosenqvist, Heidfeld und Sam Bird.

#### Rennen
Das Rennen ging über 44 Runden.

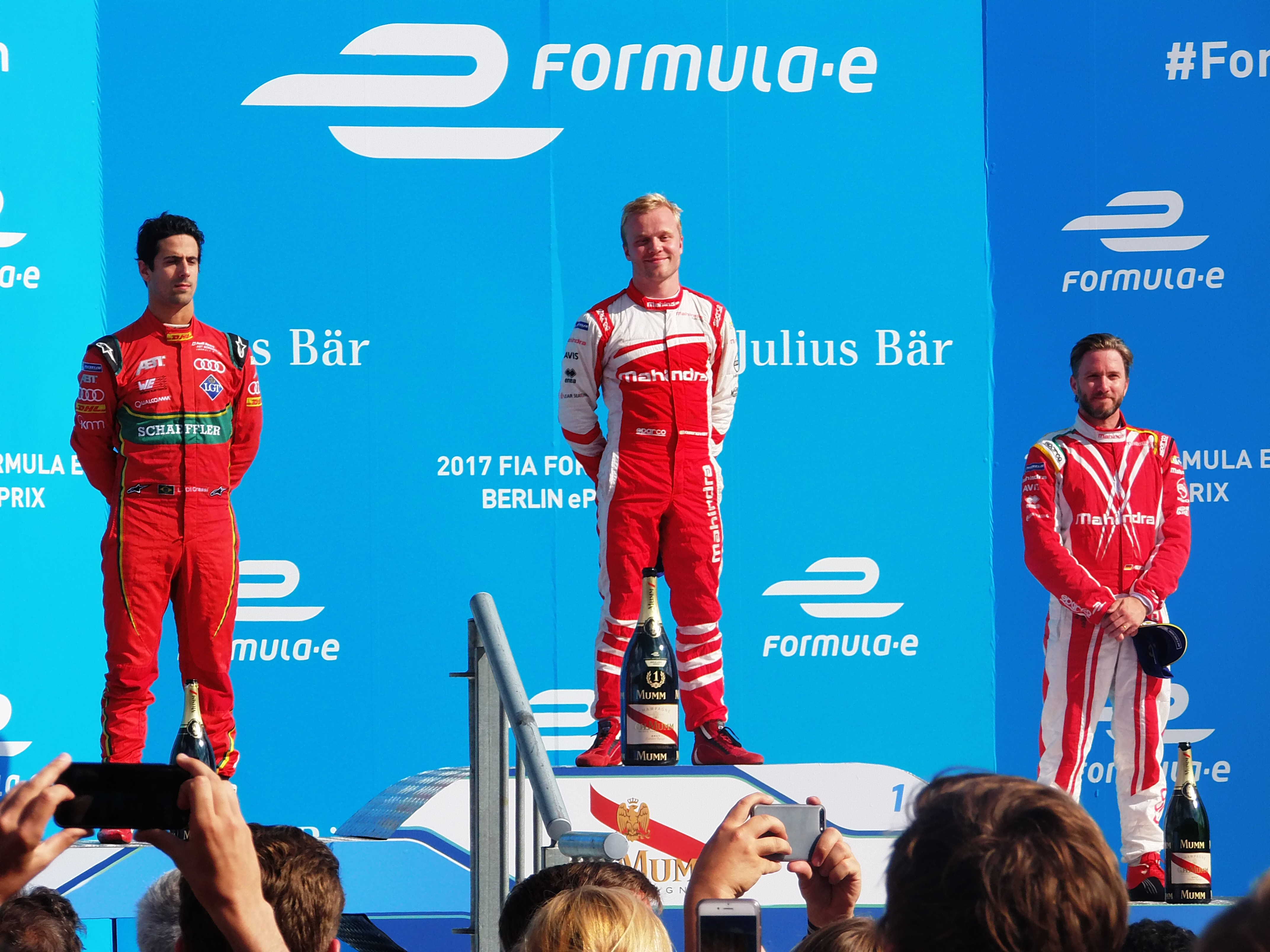
Lucas di Grassi, Felix Rosenqvist und Nick Heidfeld (v.l.) bei der Siegerehrung

Rosenqvist gewann vor di Grassi und Heidfeld. Es war der erste Sieg für Rosenqvist sowie für das Mahindra-Team. Di Grassi erzielte die fünfte Podestplatzierung der Saison, Heidfeld erzielte zum dritten Mal in Folge Platz drei. Die restlichen Punkteplatzierungen belegten López, Nicolas Prost, Daniel Abt, Bird, Vergne, Engel und Oliver Turvey. Buemi, der auf dem fünften Platz ins Ziel kam, wurde wegen zu niedriger Reifendrücke disqualifiziert. Er blieb somit zum ersten Mal seit dem Miami ePrix 2015 bei einem ePrix ohne Punkte, seitdem war er immer unter den ersten zehn ins Ziel gekommen, oder hatte die Pole-Position oder die schnellste Rennrunde erzielt. Der Punkt für die schnellste Rennrunde ging an Mitch Evans.
In der Gesamtwertung verkürzte di Grassi den Rückstand auf Buemi, Prost blieb Dritter. In der Teamwertung holte Mahindra auf die beiden führenden Teams auf.

### Renntag zwei

#### Training
Im ersten freien Training fuhr Buemi in 1:07,712 Minuten die schnellste Zeit vor Engel und López.
Lopez fuhr im zweiten freien Training in 1:07,670 Minuten die Bestzeit, gefolgt von Rosenqvist und Buemi.

#### Qualifying
Das Qualifying begann um 12:00 Uhr und fand in vier Gruppen zu je fünf Fahrern statt, jede Gruppe hatte sechs Minuten Zeit, in der die Piloten maximal eine gezeitete Runde mit einer Leistung 170 kW und anschließend maximal eine gezeitete Runde mit einer Leistung von 200 kW fahren durften. Bird war mit einer Rundenzeit von 1:07,805 Minuten Schnellster. Heidfeld erreichte wegen eines defekten Gaspedalsensors nur den letzten Platz.
Die fünf schnellsten Fahrer fuhren anschließend im Superpole genannten Einzelzeitfahren die ersten fünf Positionen aus. Rosenqvist sicherte sich mit einer Rundenzeit von 1:08,208 Minuten die Pole-Position und damit drei Punkte. Die weiteren Positionen belegten Buemi, López, Bird und Vergne.

#### Rennen

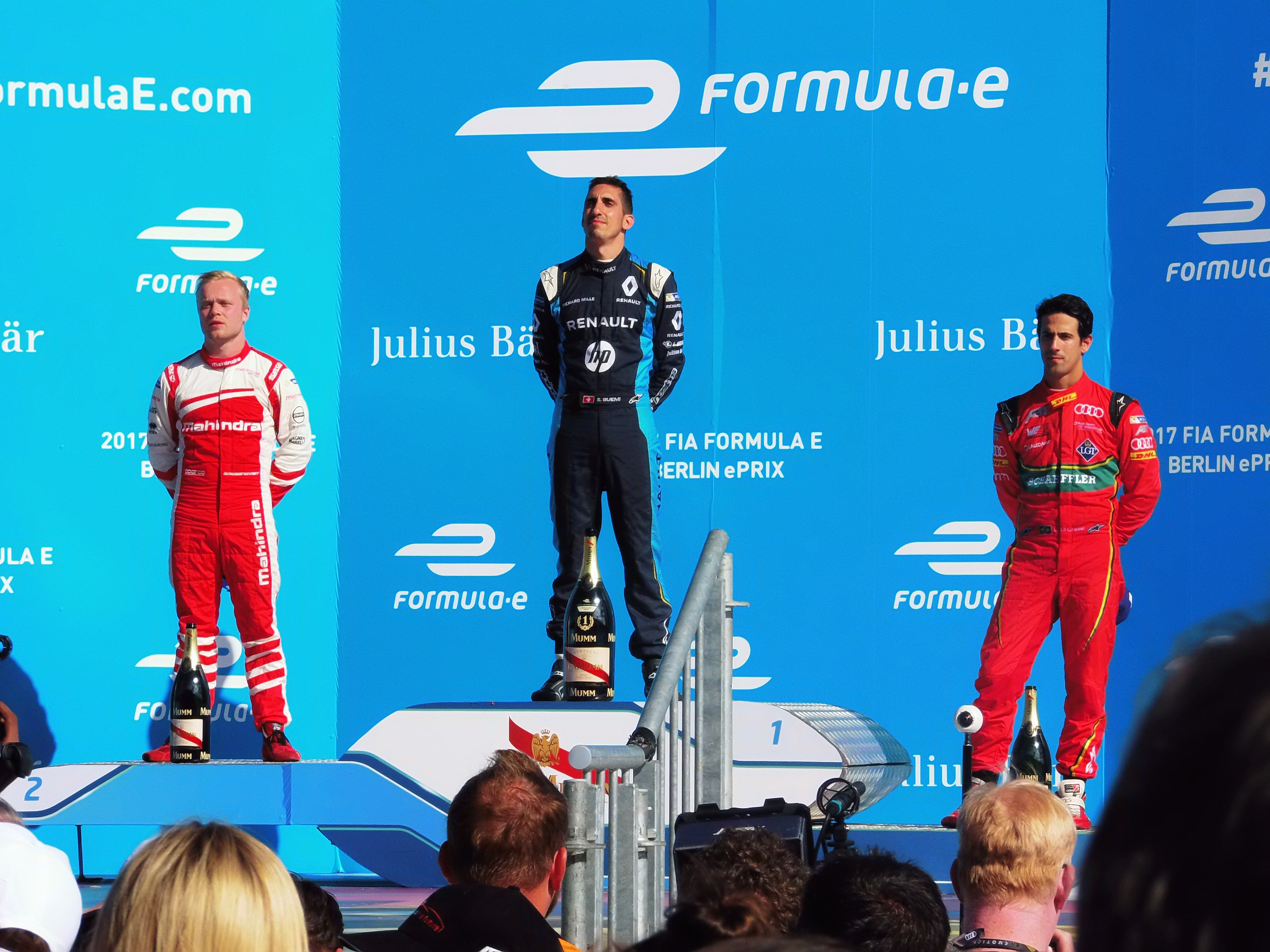
Felix Rosenqvist, Sébastien Buemi und Lucas di Grassi (v.l.) bei der Siegerehrung

Das Rennen ging über 46 Runden, die Renndistanz war also rund 4,5 km länger als am Vortag.
Buemi gewann vor Rosenqvist und di Grassi. Es war der sechste Sieg von Buemi im achten Rennen der Saison, Rosenqvist erzielte die dritte und di Grassi die sechste Podestplatzierung der Saison. Die restlichen Punkteplatzierungen belegten Abt, López, Vergne, Bird, Prost, Turvey und Heidfeld. Der Punkt für die schnellste Rennrunde ging an Engel.
In der Fahrerwertung baute Buemi die Führung auf di Grassi wieder aus, Rosenqvist war nun Dritter. In der Teamwertung blieben die ersten drei Positionen unverändert.

## Meldeliste
Alle Teams und Fahrer verwendeten Reifen von Michelin.
| Team                            | Fahrzeug            | Nr. | Fahrer                 |
| ------------------------------- | ------------------- | --- | ---------------------- |
| Renault e.dams                  | Renault Z.E.16      | 08  | Nicolas Prost          |
| Renault e.dams                  | Renault Z.E.16      | 09  | Sébastien Buemi        |
| ABT Schaeffler Audi Sport       | ABT Schaeffler FE02 | 11  | Lucas di Grassi        |
| ABT Schaeffler Audi Sport       | ABT Schaeffler FE02 | 66  | Daniel Abt             |
| DS Virgin Racing Formula E Team | Virgin DSV-02       | 02  | Sam Bird               |
| DS Virgin Racing Formula E Team | Virgin DSV-02       | 37  | José María López       |
| Faraday Future Dragon Racing    | Penske 701-EV       | 06  | Loïc Duval             |
| Faraday Future Dragon Racing    | Penske 701-EV       | 07  | Jérôme D’Ambrosio      |
| Mahindra Racing Formula E Team  | Mahindra M3ELECTRO  | 19  | Felix Rosenqvist       |
| Mahindra Racing Formula E Team  | Mahindra M3ELECTRO  | 23  | Nick Heidfeld          |
| Venturi Formula E Team          | Venturi VM200-FE-02 | 04  | Tom Dillmann           |
| Venturi Formula E Team          | Venturi VM200-FE-02 | 05  | Maro Engel             |
| Andretti Formula E              | Andretti ATEC-02    | 27  | Robin Frijns           |
| Andretti Formula E              | Andretti ATEC-02    | 28  | António Félix da Costa |
| Techeetah                       | Renault Z.E.16      | 25  | Jean-Éric Vergne       |
| Techeetah                       | Renault Z.E.16      | 33  | Stéphane Sarrazin      |
| NextEV NIO                      | NextEV 700R         | 03  | Nelson Piquet jr.      |
| NextEV NIO                      | NextEV 700R         | 88  | Oliver Turvey          |
| Panasonic Jaguar Racing         | Jaguar I-Type 1     | 20  | Mitch Evans            |
| Panasonic Jaguar Racing         | Jaguar I-Type 1     | 47  | Adam Carroll           |

## Klassifikationen

### Renntag eins

#### Qualifying
| Pos.                                                                   | Fahrer                 | Team                            | Zeit     | Superpole | Start |
| ---------------------------------------------------------------------- | ---------------------- | ------------------------------- | -------- | --------- | ----- |
| 01                                                                     | Lucas di Grassi        | ABT Schaeffler Audi Sport       | 1:08,387 | 1:08,312  | 01    |
| 02                                                                     | José María López       | DS Virgin Racing Formula E Team | 1:08,349 | 1:08,313  | 02    |
| 03                                                                     | Felix Rosenqvist       | Mahindra Racing Formula E Team  | 1:08,171 | 1:08,395  | 03    |
| 04                                                                     | Nick Heidfeld          | Mahindra Racing Formula E Team  | 1:08,325 | 1:08,650  | 04    |
| 05                                                                     | Sam Bird               | DS Virgin Racing Formula E Team | 1:08,321 | 1:09,724  | 05    |
| 06                                                                     | Jean-Éric Vergne       | Techeetah                       | 1:08,457 | –         | 06    |
| 07                                                                     | Oliver Turvey          | NextEV NIO                      | 1:08,607 | –         | 07    |
| 08                                                                     | Daniel Abt             | ABT Schaeffler Audi Sport       | 1:08,690 | –         | 08    |
| 09                                                                     | Nicolas Prost          | Renault e.dams                  | 1:08,692 | –         | 09    |
| 10                                                                     | Jérôme D’Ambrosio      | Faraday Future Dragon Racing    | 1:08,825 | –         | 10    |
| 11                                                                     | Maro Engel             | Venturi Formula E Team          | 1:08,846 | –         | 11    |
| 12                                                                     | Stéphane Sarrazin      | Techeetah                       | 1:08,890 | –         | 12    |
| 13                                                                     | Nelson Piquet jr.      | NextEV NIO                      | 1:08,961 | –         | 13    |
| 14                                                                     | Sébastien Buemi        | Renault e.dams                  | 1:09,010 | –         | 14    |
| 15                                                                     | Tom Dillmann           | Venturi Formula E Team          | 1:09,214 | –         | 15    |
| 16                                                                     | Mitch Evans            | Panasonic Jaguar Racing         | 1:09,219 | –         | 16    |
| 17                                                                     | Robin Frijns           | Andretti Formula E              | 1:09,630 | –         | 17    |
| 18                                                                     | Adam Carroll           | Panasonic Jaguar Racing         | 1:09,898 | –         | 18    |
| 19                                                                     | Loïc Duval             | Faraday Future Dragon Racing    | 1:09,923 | –         | 19    |
| 20                                                                     | António Félix da Costa | Andretti Formula E              | 1:11,147 | –         | 20    |
| 110-Prozent-Zeit: 1:14,988 min (bezogen auf Bestzeit von 1:08,171 min) |                        |                                 |          |           |       |

#### Rennen
| Pos. | Fahrer                 | Team                            | Runden | Zeit       | Start | Schnellste Runde |
| ---- | ---------------------- | ------------------------------- | ------ | ---------- | ----- | ---------------- |
| 01   | Felix Rosenqvist       | Mahindra Racing Formula E Team  | 44     | 53:19,661  | 03    | 1:10,888 (27.)   |
| 02   | Lucas di Grassi        | ABT Schaeffler Audi Sport       | 44     | + 2,232    | 01    | 1:11,070 (27.)   |
| 03   | Nick Heidfeld          | Mahindra Racing Formula E Team  | 44     | + 4,058    | 04    | 1:10,948 (27.)   |
| 04   | José María López       | DS Virgin Racing Formula E Team | 44     | + 13,638   | 02    | 1:11,224 (27.)   |
| 05   | Nicolas Prost          | Renault e.dams                  | 44     | + 19,068   | 09    | 1:11,117 (28.)   |
| 06   | Daniel Abt             | ABT Schaeffler Audi Sport       | 44     | + 19,799   | 08    | 1:11,241 (31.)   |
| 07   | Sam Bird               | DS Virgin Racing Formula E Team | 44     | + 20,065   | 05    | 1:10,949 (27.)   |
| 08   | Jean-Éric Vergne       | Techeetah                       | 44     | + 20,689   | 06    | 1:11,352 (26.)   |
| 09   | Maro Engel             | Venturi Formula E Team          | 44     | + 39,030   | 11    | 1:11,832 (34.)   |
| 10   | Oliver Turvey          | NextEV NIO                      | 44     | + 40,985   | 07    | 1:11,787 (26.)   |
| 11   | Stéphane Sarrazin      | Techeetah                       | 44     | + 42,682   | 12    | 1:11,580 (24.)   |
| 12   | Nelson Piquet jr.      | NextEV NIO                      | 44     | + 42,980   | 13    | 1:11,574 (27.)   |
| 13   | Jérôme D’Ambrosio      | Faraday Future Dragon Racing    | 44     | + 45,712   | 10    | 1:11,822 (32.)   |
| 14   | Adam Carroll           | Panasonic Jaguar Racing         | 44     | + 49,658   | 18    | 1:11,687 (39.)   |
| 15   | Loïc Duval             | Faraday Future Dragon Racing    | 44     | + 59,010   | 19    | 1:12,207 (30.)   |
| 16   | António Félix da Costa | Andretti Formula E              | 44     | + 1:00,269 | 20    | 1:11,131 (32.)   |
| 17   | Robin Frijns           | Andretti Formula E              | 44     | + 1:02,463 | 17    | 1:11,616 (25.)   |
| 18   | Tom Dillmann           | Venturi Formula E Team          | 44     | + 1:07,695 | 15    | 1:11,702 (24.)   |
| —    | Mitch Evans            | Panasonic Jaguar Racing         | 16     | DNF        | 16    | 1:10,224 (16.)   |
| —    | Sébastien Buemi        | Renault e.dams                  | 44     | DSQ        | 14    | 1:10,963 (30.)   |

Anmerkungen
1. ↑  Vergne erhielt eine Fünf-Sekunden-Zeitstrafe wegen einer Unsafe Release.

### Renntag zwei

#### Qualifying
| Pos.                                                                   | Fahrer                 | Team                            | Zeit     | Superpole | Start |
| ---------------------------------------------------------------------- | ---------------------- | ------------------------------- | -------- | --------- | ----- |
| 01                                                                     | Felix Rosenqvist       | Mahindra Racing Formula E Team  | 1:08,035 | 1:08,208  | 01    |
| 02                                                                     | Sébastien Buemi        | Renault e.dams                  | 1:08,022 | 1:08,306  | 02    |
| 03                                                                     | José María López       | DS Virgin Racing Formula E Team | 1:07,854 | 1:08,454  | 03    |
| 04                                                                     | Sam Bird               | DS Virgin Racing Formula E Team | 1:07,805 | 1:08,688  | 04    |
| 05                                                                     | Jean-Éric Vergne       | Techeetah                       | 1:07,993 | 1:09,103  | 05    |
| 06                                                                     | Oliver Turvey          | NextEV NIO                      | 1:08,142 | –         | 06    |
| 07                                                                     | Lucas di Grassi        | ABT Schaeffler Audi Sport       | 1:08,223 | –         | 07    |
| 08                                                                     | Daniel Abt             | ABT Schaeffler Audi Sport       | 1:08,348 | –         | 08    |
| 09                                                                     | Mitch Evans            | Panasonic Jaguar Racing         | 1:08,356 | –         | 09    |
| 10                                                                     | Nicolas Prost          | Renault e.dams                  | 1:08,465 | –         | 10    |
| 11                                                                     | Loïc Duval             | Faraday Future Dragon Racing    | 1:08,483 | –         | 11    |
| 12                                                                     | Jérôme D’Ambrosio      | Faraday Future Dragon Racing    | 1:08,552 | –         | 12    |
| 13                                                                     | Maro Engel             | Venturi Formula E Team          | 1:08,582 | –         | 13    |
| 14                                                                     | Robin Frijns           | Andretti Formula E              | 1:08,583 | –         | 14    |
| 15                                                                     | Tom Dillmann           | Venturi Formula E Team          | 1:08,738 | –         | 15    |
| 16                                                                     | Stéphane Sarrazin      | Techeetah                       | 1:08,822 | –         | 16    |
| 17                                                                     | António Félix da Costa | Andretti Formula E              | 1:09,085 | –         | 17    |
| 18                                                                     | Nelson Piquet jr.      | NextEV NIO                      | 1:09,149 | –         | 18    |
| 19                                                                     | Adam Carroll           | Panasonic Jaguar Racing         | 1:09,543 | –         | 19    |
| 20                                                                     | Nick Heidfeld          | Mahindra Racing Formula E Team  | 1:11,267 | –         | 20    |
| 110-Prozent-Zeit: 1:14,586 min (bezogen auf Bestzeit von 1:07,805 min) |                        |                                 |          |           |       |

#### Rennen
| Pos. | Fahrer                 | Team                            | Runden | Zeit        | Start | Schnellste Runde |
| ---- | ---------------------- | ------------------------------- | ------ | ----------- | ----- | ---------------- |
| 01   | Sébastien Buemi        | Renault e.dams                  | 46     | 56:02,155   | 02    | 1:11,294 (27.)   |
| 02   | Felix Rosenqvist       | Mahindra Racing Formula E Team  | 46     | + 7,195     | 01    | 1:11,328 (28.)   |
| 03   | Lucas di Grassi        | ABT Schaeffler Audi Sport       | 46     | + 10,862    | 07    | 1:11,507 (32.)   |
| 04   | Daniel Abt             | ABT Schaeffler Audi Sport       | 46     | + 13,631    | 08    | 1:11,701 (28.)   |
| 05   | José María López       | DS Virgin Racing Formula E Team | 46     | + 20,324    | 03    | 1:11,840 (32.)   |
| 06   | Jean-Éric Vergne       | Techeetah                       | 46     | + 20,751    | 05    | 1:11,804 (22.)   |
| 07   | Sam Bird               | DS Virgin Racing Formula E Team | 46     | + 21,959    | 04    | 1:11,850 (25.)   |
| 08   | Nicolas Prost          | Renault e.dams                  | 46     | + 22,155    | 10    | 1:11,593 (26.)   |
| 09   | Oliver Turvey          | NextEV NIO                      | 46     | + 34,949    | 06    | 1:12,062 (25.)   |
| 10   | Nick Heidfeld          | Mahindra Racing Formula E Team  | 46     | + 35,814    | 20    | 1:11,378 (31.)   |
| 11   | António Félix da Costa | Andretti Formula E              | 46     | + 44,057    | 17    | 1:11,785 (12.)   |
| 12   | Nelson Piquet jr.      | NextEV NIO                      | 46     | + 44,439    | 18    | 1:11,921 (34.)   |
| 13   | Jérôme D’Ambrosio      | Faraday Future Dragon Racing    | 46     | + 47,336    | 12    | 1:11,906 (31.)   |
| 14   | Stéphane Sarrazin      | Techeetah                       | 46     | + 51,653    | 16    | 1:11,690 (26.)   |
| 15   | Tom Dillmann           | Venturi Formula E Team          | 46     | + 56,977    | 15    | 1:11,592 (46.)   |
| 16   | Adam Carroll           | Panasonic Jaguar Racing         | 46     | + 1:05,426  | 19    | 1:11,881 (26.)   |
| 17   | Mitch Evans            | Panasonic Jaguar Racing         | 46     | + 1:07,018  | 09    | 1:11,815 (29.)   |
| 18   | Robin Frijns           | Andretti Formula E              | 46     | + 1:12,083  | 14    | 1:12,182 (25.)   |
| —    | Loïc Duval             | Faraday Future Dragon Racing    | 33     | DNF         | 11    | 1:09,690 (25.)   |
| —    | Maro Engel             | Venturi Formula E Team          | 14     | + 32 Runden | 13    | 1:09,509 (07.)   |

Anmerkungen
1. ↑  Rosenqvist erhielt eine Zehn-Sekunden-Zeitstrafe wegen einer Unsafe Release.

## Meisterschaftsstände nach den Rennen
Die ersten zehn der beiden Rennen bekamen 25, 18, 15, 12, 10, 8, 6, 4, 2 bzw. 1 Punkt(e). Zusätzlich gab es drei Punkte für die Pole-Position und einen Punkt für die schnellste Rennrunde.

### Fahrerwertung
| Pos. | Fahrer            | Team                            | Punkte |
| ---- | ----------------- | ------------------------------- | ------ |
| 01   | Sébastien Buemi   | Renault e.dams                  | 157    |
| 02   | Lucas di Grassi   | ABT Schaeffler Audi Sport       | 125    |
| 03   | Felix Rosenqvist  | Mahindra Racing Formula E Team  | 86     |
| 04   | Nicolas Prost     | Renault e.dams                  | 72     |
| 05   | Nick Heidfeld     | Mahindra Racing Formula E Team  | 63     |
| 06   | Jean-Éric Vergne  | Techeetah                       | 52     |
| 07   | José María López  | DS Virgin Racing Formula E Team | 50     |
| 08   | Sam Bird          | DS Virgin Racing Formula E Team | 47     |
| 09   | Daniel Abt        | ABT Schaeffler Audi Sport       | 46     |
| 10   | Nelson Piquet jr. | NextEV NIO                      | 33     |
| 11   | Oliver Turvey     | NextEV NIO                      | 18     |
| 12   | Mitch Evans       | Panasonic Jaguar Racing         | 16     |

| Pos. | Fahrer                 | Team                             | Punkte |
| ---- | ---------------------- | -------------------------------- | ------ |
| 13   | Robin Frijns           | Andretti Formula E               | 16     |
| 14   | Maro Engel             | Venturi Formula E Team           | 15     |
| 15   | António Félix da Costa | Andretti Formula E               | 10     |
| 16   | Jérôme D’Ambrosio      | Faraday Future Dragon Racing     | 10     |
| 17   | Loïc Duval             | Faraday Future Dragon Racing     | 9      |
| 18   | Esteban Gutiérrez      | Techeetah                        | 5      |
| 19   | Adam Carroll           | Panasonic Jaguar Racing          | 4      |
| 20   | Tom Dillmann           | Venturi Formula E Team           | 4      |
| 21   | Stéphane Sarrazin      | Venturi Formula E Team Techeetah | 2      |
| 22   | Mike Conway            | Faraday Future Dragon Racing     | 0      |
| 23   | Qinghua Ma             | Techeetah                        | 0      |

### Teamwertung
| Pos. | Team                            | Punkte |
| ---- | ------------------------------- | ------ |
| 01   | Renault e.dams                  | 229    |
| 02   | ABT Schaeffler Audi Sport       | 171    |
| 03   | Mahindra Racing Formula E Team  | 149    |
| 04   | DS Virgin Racing Formula E Team | 97     |
| 05   | Techeetah                       | 57     |

| Pos. | Team                         | Punkte |
| ---- | ---------------------------- | ------ |
| 06   | NextEV NIO                   | 51     |
| 07   | Andretti Formula E           | 26     |
| 08   | Venturi Formula E Team       | 21     |
| 09   | Panasonic Jaguar Racing      | 20     |
| 10   | Faraday Future Dragon Racing | 19     |